# Élections législatives japonaises de 1903
Les élections législatives japonaises de 1903 (第8回衆議院議員総選挙, Dai-hachikai Shūgiin Giinsōsenkyō) sont les huitièmes organisées après l'avénement de l'empire du Japon et ont pour but d'élire les membres de la chambre des représentants de la Diète du Japon. Elles ont lieu le 1er mars 1903.

## Histoire et contexte
Comme pour les précédentes élections, l'électorat est basé sur le suffrage limité, seuls les hommes de 25 ans ou plus, qui paient 15 yen ou plus de taxes nationales, et qui résident dans leur préfecture depuis au moins un an, sont éligibles au vote. Le nombre de personnes autorisées à voter est ainsi de 958 322 tandis que les candidats sont 537 pour 376 sièges. Le taux de participation est de 86,17 %.

## Résultats

| Partis politiques            | Sièges |
| ---------------------------- | ------ |
| Rikken Seiyūkai (立憲政友会) | 175    |
| Kensei Hontō (憲政本党)      | 85     |
| Teikokutō (帝国党)           | 17     |
| Club Chusei (中正倶楽部)     | 31     |
| Club Seiyu (政友倶楽部)      | 13     |
| Indépendants (無所属)        | 55     |
| Total                        | 376    |